# WIND (телекомунікації)
WIND Telecomunicazioni S.p.A., відома просто як WIND, є італійською телекомунікаційною компанією, що належить VimpelCom Ltd., яка працює в секторі мобільного та фіксованого телефонного зв’язку.
Він народився в 1997 році в результаті угоди між Enel, France Télécom і Deutsche Telekom як третій оператор мобільного зв'язку в Італії.

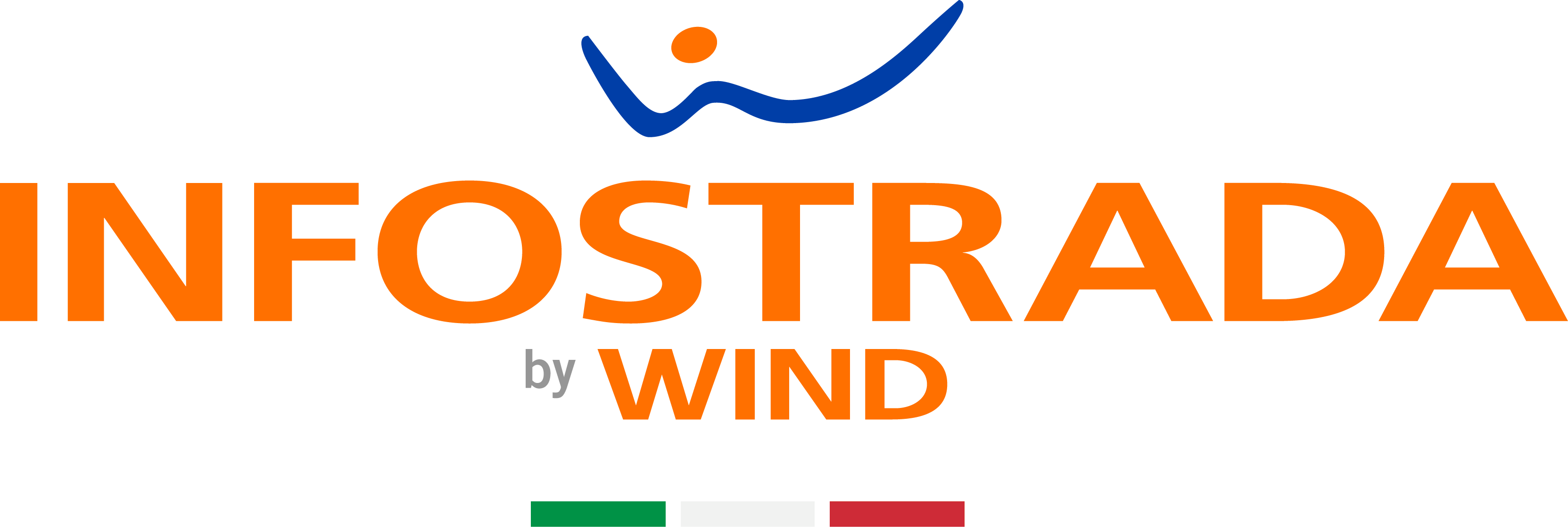
Infostrada

У 2002 році Infostrada була придбана у Olivetti, яка стала брендом WIND, призначеним для фіксованої телефонії.